# Paulo Lage
Paulo Laranjeira da Cunha Lage é um engenheiro químico e cientista brasileiro especializado em Termofluidodinâmica que pesquisa sistemas multifásicos aplicados à engenharia química, além de possuir estudos nas área de transferência de calor e massa e também métodos numéricos, tendo obtido premiações como autor e orientador de pesquisas nessa área.

## Biografia
O fluminense Paulo Lage é graduado em Engenharia Química pela UFRJ desde 1987, tendo permanecido nesta universidade onde veio a obter os graus de mestre, em 1988, e de doutor em Engenharia Química no ano de 1992, com tese orientada por Cirus Macedo Hackenberg e co-orientada por Roger H. Rangel, professor da Universidade da Califórnia em Irvine (Estados Unidos da América).
Em 1993, após prestar e ser aprovado em concurso público para o exercício da docência na UFRJ, ele se tornou professor adjunto do Programa de Engenharia Química (PEQ) da COPPE da UFRJ, onde, posteriormente, veio a coordenar o Laboratório de Termofluidodinâmica daquele programa. Na referida universidade, Paulo Lage implantou o ensino específico de Fluidodinâmica Computacional em caráter pioneiro no ensino superior brasileiro.
Em 2001, Paulo Lage se tornou novamente pioneiro ao introduzir o ensino de Balanço Populacional no PEQ/COPPE da UFRJ, disciplina estratégica para a modelagem e simulação de processos de Engenharia Química, que envolvam escoamentos multifásicos dispersos.

## Contribuição para o campo científico

### Patentes
Além das contribuições para o ensino da engenharia química no Brasil e de ter produzido diversos artigos e orientado pesquisas de mestrado e doutorado na UFRJ, Paulo Lage obteve o reconhecimento da seguinte patente científica:
- BR1120140022879: "Processo de Concentração de Soluções Líquidas Combinando Evaporação Osmótica Com Evaporação Por Contato Direto".

## Principais obras

### Artigos
- "Modelling of hydrate formation kinetics: State-of-the-art and future directions". Chemical Engineering Science  63 (8), 2008. (citações: 260)
- "Experimental determination of bubble size distributions in bubble columns: prediction of mean bubble diameter and gas hold up". Powder technology 101 (2), 1999. (citações: 106)
- "Development and implementation of a polydispersed multiphase flow model in OpenFOAM". Computers & chemical engineering  35 (12), 2011. (citações: 85)
- "Experimental study on bubble size distributions in a direct-contact evaporator". Brazilian journal of chemical engineering 21, 69-81, 2004. (citações: 77)

## Prêmios
Entre os prêmios recebidos estão o Prêmio Cientista de Nosso Estado, concedido pela FAPERJ em 2006 por suas pesquisas na área da engenharia química, e o Grande Prêmio Capes de Tese César Lattes em 2006, como orientador, em conjunto com Cristiano Borges, da tese "Desenvolvimento de um processo combinado de evaporação por contato direto e permeação de vapor para tratamento de sucos de frutas" produzida por Cláudio Patrício Ribeiro Júnior, na época doutorando na UFRJ.
Em 2007, ele obteve o Prêmio COPPE Giulio Massarani – Mérito Acadêmico.
Em 2015, uma outra pesquisa orientada por ele obteve a menção honrosa do Prêmio Capes de Tese.